# Technomyrmex transiens
Technomyrmex transiens är en myrart som beskrevs av Auguste-Henri Forel 1913. Technomyrmex transiens ingår i släktet Technomyrmex och familjen myror. Inga underarter finns listade i Catalogue of Life.